# Miss France 1987
 (décembre 2018).
Si vous disposez d'ouvrages ou d'articles de référence ou si vous connaissez des sites web de qualité traitant du thème abordé ici, merci de compléter l'article en donnant les références utiles à sa vérifiabilité et en les liant à la section « Notes et références ».
Miss France 1987 est la 57e élection de Miss France. 
Elle est la première élection de Miss France retransmise à la télévision, sur FR3 le mercredi 31 décembre 1986 depuis le studio 15 de la SFP aux Buttes Chaumont de 22h à 1h du matin et la seule présentée par Guy Lux, avec Céleste Prior au standard d'Europe 1. Nathalie Marquay, Miss Alsace 1986 remporte le titre et succède à Valérie Pascale, Miss France 1986.
Elle sera ensuite 6e dauphine de Miss Monde 1987 et finaliste à Miss International 1988.

## Classement
| Résultat         | Candidate                                              | Région                                        |
| ---------------- | ------------------------------------------------------ | --------------------------------------------- |
| Miss France 1987 | Nathalie Marquay                                       | Miss Alsace                                   |
| 1re dauphine     | Joëlle Ramyead                                         | Miss Réunion                                  |
| 2e dauphine      | Stéphane Brachet                                       | Miss Camargue                                 |
| 3e dauphine      | Marie-Claude Navarret                                  | Miss Grande Motte                             |
| 4e dauphine      | Carine Humblot                                         | Miss Lorraine                                 |
| 5e dauphine      | Christine Vogel                                        | Miss Île-de-France                            |
| Top 10           | - Nathalie Eyogo - Nathalie Pallardy - Sophie Rousseau | - Miss Aquitaine - Miss Flandres - Miss Paris |

- Miss Alsace : 8 240 voix
- 1re dauphine : Miss Réunion : 7 080 voix
- 2e dauphine : Miss FR3 Camargue : 2 940 voix
- 3e dauphine : Miss Grande Motte : 480 voix
- 4e dauphine : Miss Lille Métropole (disqualifiée) : 390 voix

.

## Déroulement
Cette élection s'est déroulée le mercredi 31 décembre 1986 au studio 15 de la SFP aux Buttes Chaumont, 36, rue des Alouettes à Paris et diffusée sur FR3 dans le cadre de l'émission C'est demain 87, un programme dérivé de l'émission C'est aujourd'hui demain animée par Guy Lux. 
Elle reste célèbre pour être la première élection retransmise à la télévision et pour avoir connu de nombreux cafouillages lors de l'annonce des résultats. Le présentateur Guy Lux perdant patience pendant que la régie d'Europe 1 avec Céleste Prior assistant de François Dalle, secrétaire général de l'antenne d'Europe 1 (présent en voix-off) mélangeait les noms des différentes dauphines, confondant le classement final des candidates avec les numéros des dauphines :
- Miss FR3 Camargue est annoncée au début comme 3e dauphine puis après correction des erreurs, devient 2e dauphine ;
- Miss Réunion, donnée comme favorite, est annoncée au début comme 2e dauphine puis après correction des erreurs, devient 1re dauphine ;
- Miss Grande Motte n'est pas appelée au début, puis après correction des erreurs, devient 3e dauphine.

Caroline Charles, Miss Lille-Métropole, est élue 4e dauphine. Mécontente des résultats, elle quitte alors en direct le plateau en hurlant après l'annonce initiale de Miss Réunion comme 2e dauphine. Geneviève de Fontenay annonce lors du résultat final que son titre est remis à Miss Lorraine à la place de la 4e dauphine en lieu et en place.
Les dix participantes à la finale du 31 décembre avaient été présélectionnées lors d'une demi-finale, le samedi 27 décembre dans les salons de l'Hôtel Meridien-Montparnasse. La soirée était présentée par Guy Lux et Xavier de Fontenay.
Céleste Prior, assistant de François Dalle, n'avait jamais fait « d'antenne » auparavant, ce qui explique son manque d'assurance. De plus, personne ne s'était porté volontaire à Europe 1 pour cette nuit de réveillon. La désorganisation était telle qu'aucune musique n'avait été prévue pour illustrer la proclamation. Xavier de Fontenay s'en inquiéta auprès du réalisateur de l'émission Georges Barrier dans sa régie, avant de trouver une mini cassette de Rick Wakeman dans sa poche de smoking. C'est ainsi que cette bande a été lancée à l'antenne quelques secondes avant le sacre de Miss France 1987.
Les concurrentes présentées avec les titres des miss régionales précédés des termes « FR3 » avait été élues au cours des Jeux de 20 heures sur FR3, émissions produites par Télé Union Paris.
Initialement mal orthographié sur les listes en « Stéphanie », le prénom de Miss FR3 Camargue est bien « Stéphane ».
Outre la première élection de Miss France diffusée en intégralité à la télévision, la soirée était articulée autour de promesses de dons pour la fondation Abbé Pierre, ponctuée de variétés et de voyants extralucides.

## Jury
Jury de la présélection du samedi 27 décembre : 
Pierre d'Alençon, Amarande, Maria d'Apparecida, Franck Benard, Philippe Berger (Télé Union Paris), Kelly Dargaud, André Favel (Nina Ricci), André Halimi, Gérard Hameline, Dominique Harasse, Albert "Bébert" Kassabi (Les Forbans), Chantal Bouvier de Lamotte (Miss France 1972), Daniel Lauclair (FR3), Jean-Pierre Lemoine, Goedele Liekens (Miss Belgique 1986), Véronique Lion (Institut Curie), Pierre Loctin (Radio France), Guy Lux, Sabine Mignot (FR3), Cécile Muller (Comité Miss Belgique), Valérie Pascale (Miss France 1986) et Jean-Claude Zana (Paris Match).
Jury pour la finale : 
- Louis Acariès
- Franck Fernandel
- Roger Coggio
- Fanny Cottençon
- Jean Lefebvre
- Bernard Ménez
- Francis Perrin
- Popeck
- Léon Zitrone.

## Candidates
- Miss Alsace : Nathalie Marquay
- Miss Anjou : Nathalie Expert
- Miss Aquitaine : Nathalie Eyogo
- Miss FR3 Ardennes : Sylvie Boucton
- Miss Bourgogne : Patricia Verchere
- Miss Bresse-Bugey : Catherine Hecquet
- Miss Bretagne : Catherine Hérault
- Miss FR3 Camargue : Stéphane Brachet
- Miss Centre-Ouest : Claudia Savignard
- Miss FR3 Comtat-Venaissin : Juliette Ben
- Miss Côte d'Azur : Florence Mourier
- Miss Côte d'Opale : Isabelle Vanbelle
- Miss Flandres : Nathalie Pallardy
- Miss Franche-Comté : Catherine Péroni
- Miss Grande Motte : Marie-Claude Navarret
- Miss Guadeloupe : Corinne Lumot
- Miss Ile-de-France : Christine Vogel
- Miss Languedoc : Nathalie Thérond
- Miss Lille-Méropole : Caroline Charles
- Miss Limousin : Valérie Laurent
- Miss Littoral-Nord : Karen Dettrez
- Miss Lorraine : Carine Humblot
- Miss Lyon : Valérie Ollagnier
- Miss Martinique : Ghislaine Fonsat
- Miss de la Mayenne : Cathy Fleury
- Miss Médoc : Valérie Bourguignon
- Miss Normandie : Estelle Simon
- Miss Paris : Sophie Rousseau
- Miss Pays-de-Loire : Véronique Ploumion
- Miss Périgord : Marie-Hélene Hallez
- Miss Picardie : Christine Prévot
- Miss Provence : Nathalie Puerari
- Miss Quercy : Christine Mommeja
- Miss Réunion : Joëlle Ramyead
- Miss Rouergue : Valérie Espitalier
- Miss Roussillon : Sandra Marti
- Miss FR3 Savoie : Véronique Loschi
- Miss FR3 Haute-Savoie : Valérie Brudieu
- Miss Territoire de Belfort : Virginie Simon

Les dix demi-finalistes :
1. Miss Alsace
2. Miss Aquitaine
3. Miss FR3 Camargue
4. Miss Flandres
5. Miss Grande Motte
6. Miss Ile de France
7. Miss Lille-Métropole
8. Miss Lorraine
9. Miss Paris
10. Miss Réunion